# Litargus nobilis
Litargus nobilis es una especie de coleóptero de la familia Mycetophagidae.

## Distribución geográfica
Habita en África Central.